# Dooabia myopa
Dooabia myopa là một loài bướm đêm trong họ Geometridae.